# Dumbrăvița de Codru
Dumbrăvița de Codru – wieś w Rumunii, w okręgu Bihor, w gminie Șoimi. W 2011 roku liczyła 358 mieszkańców.